# Alain Guerreau
Pour les articles homonymes, voir Guerreau.
Alain Guerreau, né à Mâcon en 1948, est un historien médiéviste français.
Il est directeur de recherche au Centre national de la recherche scientifique.

## Biographie

### Formation et carrière
Né à Mâcon en 1948, il fréquente les lycées de Mâcon, du Parc à Lyon et Henri-IV à Paris, étudie à l'École des chartes de 1967 à 1971 puis à la Sorbonne. Stagiaire aux Archives de France et archiviste paléographe en 1971, agrégé d'histoire en 1973. Il suit ensuite les cours de la FRA (formation à la recherche anthropologique, VIe Section de l'EPHE) en 1973 et 1974, et l'enseignement de l'arabe à Paris III. Après un séjour à Bagdad en 1976, il enseigne dans plusieurs établissements secondaires de la région parisienne entre 1973 et 1978. Il entre au CNRS en 1978 et y effectue toute sa carrière. Il enseigne également la « statistique et cartographie pour historiens » à l'École nationale des chartes de 2002 à 2007.

### Vie privée
Époux d'Anita Jalabert, il a une fille, Isabelle.

## Œuvre

### Sources d'inspiration et orientations
Sa formation de base est la formation classique reçue à l'École des chartes. Mais, parmi les divers historiens illustres dont il a retenu les leçons tels que Jean Favier, Bernard Guenée, Pierre Vilar, Bertrand Gille, Jacques Le Goff, c'est de ce dernier qu'il reçoit l'impulsion décisive : l'idée que la situation de l'histoire médiévale n'est nullement satisfaisante, mais que l'on peut, et doit, se donner les moyens d'y porter quelque remède en construisant une « nouvelle » histoire médiévale. À cela, il faut ajouter la préoccupation d'une élaboration abstraite rigoureuse, dont les principes essentiels lui ont été apportés par Maurice Godelier. Enfin, son orientation marquée vers un formalisme clair et les manipulations numériques qu'il rend possible est largement due à l'apport du sociologue Philippe Cibois.
Le principe directeur de ses travaux consiste à penser qu'un progrès sérieux des connaissances historiques n'est possible qu'à la condition de « tendre l'arc », c'est-à-dire de partir résolument dans deux directions (apparemment) opposées, l'analyse érudite et technique la plus fine, et la recherche abstraite visant des constructions théoriques inédites ; un moyen terme possible étant l'élaboration de nouvelles méthodes d'analyse et de manipulation (perspective à présent ouverte de manière incommensurable par l'essor des outils informatiques).

### Histoire régionale: Mâcon et la Bourgogne
Depuis les années 1960, la Bourgogne constitue son « terrain d'exercice » privilégié. Il s'est efforcé méthodiquement d'en mieux connaître les sources écrites (dont la majeure partie sont inédites, et la plupart du temps jamais utilisées), mais en faisant porter également une attention de plus en plus soutenue à l'héritage matériel. C'est ainsi qu'il a identifié in extremis le site de Saint-Clément de Mâcon, qu'il a fouillé en compagnie de son collègue Christian Sapin de 1985 à 1992, mettant au jour l'église funéraire des premiers évêques de cette ville (au VIe siècle), édifice ensuite repris et transformé à de multiples reprises jusqu'au XIXe siècle. Il a entrepris de rassembler la documentation la plus large possible sur le corpus des églises romanes de Saône-et-Loire (plus de trois cents), qui pourra probablement être mis en relation avec le corpus des chartes médiévales de Bourgogne, dont la numérisation vient d'être réalisée par l'équipe des médiévistes du CNRS de Dijon (Eliana Magnani et Marie-José Gasse-Grandjean).

### Métrologie historique
Dès le début des années 1980, il part de l'hypothèse que l'on peut, moyennant une analyse rigoureuse, reconstituer les mesures d'origine des églises médiévales, c'est-à-dire à la fois les unités de longueur employées, et les nombres utilisés pour l'implantation. Il effectue donc lui-même, en compagnie d'Anita Guerreau, le relevé d'une série de petites églises romanes de la région de Mâcon. Mais c'est seulement au début des années 90 qu'il parvient à reconstituer les principales « règles » d'analyse, étroitement liées aux formes médiévales de représentation de l'espace. Après avoir montré comment on peut, en définitive assez facilement, mettre en évidence les mesures d'origine de la cathédrale de Beauvais, il applique la méthode à un ensemble d'édifices romans et gothiques (Dijon, Genève, Tournus, Cluny). Par ailleurs, il se préoccupe aussi d'autres types de mesures, et publie un travail détaillé sur l'évolution des mesures du blé et du pain à Mâcon, du XIVe siècle au XVIIIe siècle.

### Statistique historique
Dès ses premiers travaux (finances municipales de Mâcon à la fin du Moyen Âge), il est frappé de la quantité inimaginable de données numériques recelées par les archives, et des difficultés (à l'époque insurmontables) pour les traiter sérieusement. Il imagine dès la fin des années 1970 les possibilités inouïes offertes par l'arrivée de l'électronique, et se lance dans l'utilisation directe de la micro-informatique dès le début des années 1980 (programmation), notamment autour de la méthode dite « analyses factorielles ». Il réfléchit aux implications décisives que peut, et doit, avoir une prise en compte méthodique de la notion d'ordre de grandeur, en général complètement ignorée (ce qui permet tous les dérapages et les contresens les plus ébouriffants), notion qui doit être couplée à celle de relation, ou mieux d'ensemble de relations. Ce qui le conduit à un approfondissement des possibilités du formalisme, notion dont la mise en œuvre sérieuse impose une clarification explicite des termes employés.

### Sémantique historique
Aussi bien la réflexion sur les méthodes statistiques que l'étude des traditions historiographiques mènent inévitablement à la conclusion qu'un des principaux déficits de l'histoire réside dans l'absence de toute étude méthodique du sens des mots et des objets, et dans l'illusion corrélative d'une possibilité de compréhension directe par simple lecture. D'où ressort l'impératif catégorique : se fixer comme objectif principal une reconstitution explicite de ce sens, et tout spécialement de son évolution et de ses transformations (le plus souvent radicales). La distinction, héritée du XIXe siècle, entre « ce qui a un sens » (encore appelé « réalité historique ») et ce qui n'en a pas (alias « légendes » ou « forgeries ») est un obstacle dramatique au progrès des connaissances ; la théorie absurde qui veut que chaque génération reconstitue l'histoire en fonction de ses préoccupations propres ruine a priori toute tentative de connaissance rationnelle du passé humain. Mais cette perspective, qui oblige à un aggiornamento profond, et exige donc un effort important est remis en cause par certains, comme en témoignent les réactions à son article-programme sur « vinea ».

### Recherches théoriques
Dans le sillage de Jacques Le Goff et Maurice Godelier, Alain Guerreau est parti de l'hypothèse fondatrice que la société médiévale relève d'une tout autre logique que la société contemporaine (tout autant que de celle de la société antique).
Le bilan des réflexions dans ce domaine, effectué dès 1980 (Le féodalisme, un horizon théorique) et approfondi vingt ans plus tard (L'avenir d'un passé incertain), montre d'abord la profondeur du déficit et l'ampleur de la tâche nécessaire. Cette hypothèse n'a pour ainsi dire jamais été énoncée, sinon par des médiévistes comme Jacques Le Goff et Ludolf Kuchenbuch.
La découverte essentielle a été celle de la double fracture théorique du XVIIIe siècle. En deux mots : plusieurs décennies après l'effondrement définitif de la dynamique du système féodal (fin du XVIIe siècle), des penseurs de divers horizons et de plusieurs pays (en particulier l'Angleterre et la France) ont entrepris de jeter les bases conceptuelles d'un nouveau système, entièrement inédit, et pour ce faire ont avant tout procédé à une déconstruction radicale du système de représentation antérieur, qu'ils sont parvenus à la fois à disloquer et à déconsidérer. Ils ont réussi à faire entièrement éclater et à rendre pour ainsi dire impensables les grandes articulations du système féodal qui avait dominé l'Europe durant douze siècles. Alain Guerreau tente de montrer ici que les deux notions clés à cet égard sont celles d'ecclesia et celle de dominium (deux notions appariées, quoique totalement distinctes, raison pour laquelle il emploie le terme de double fracture).
Enfin, dans plusieurs textes des années 1990 et 2000, il tente de montrer in concreto comment ces deux relations de base se conjuguaient et prenaient leur véritable efficacité dans le cadre d'un « espace médiéval », qu'il faut comprendre à la fois comme un système de représentations, un régime agraire, un mode de fixation des populations et une méthode et un moyen de domination. Comme il rappelle constamment, notre notion d'espace (i.e. cartésien) n'existait à aucun égard dans l'Europe médiévale, qui d'ailleurs ne disposait d'aucun mot pour désigner ce que nous considérons comme une « réalité » de base. Et le succès de la reconstitution des mesures des églises médiévales n'est pas la moindre conséquence du réalisme nouveau introduit par cette réflexion sur la spécificité essentielle du système des représentations médiévales.